# Джоану, Фил
Фил Джоану (англ. Phil Joanou, 20 ноября 1961, Ля Канада-Флинтридж, Калифорния, США) — американский кинорежиссёр и клипмейкер.
Он известен прежде всего сотрудничеством с рок-группой U2, некоторые музыкальные видео, которые он снял для группы включают «Bad», «One», «Who's Gonna Ride Your Wild Horses» и «Sometimes You Can't Make It on Your Own». Он также снял документальный фильм Rattle and Hum (1988), в котором были задокументированы события тура The Joshua Tree Tour.

## Фильмография

### Режиссёр
- 1985 — 1987 — Удивительные истории / Amazing Stories
- 1987 — Ровно в 3 часа / Three O’Clock High
- 1990 — Состояние исступления / State of Grace
- 1992 — Окончательный анализ / Final Analysis
- 1993 — Дикие пальмы / Wild Palms
- 1993 — 1995 — Идеальные преступления / Fallen Angels
- 1996 — Пленники небес / Heaven’s Prisoners
- 1999 — Энтропия / Entropy
- 2006 — Второй шанс / Gridiron Gang
- 2012 — Каратель: Грязная стирка / The Punisher: Dirty Laundry
- 2015 — Вуаль / The Veil

### Сценарист
- 1999 — Энтропия / Entropy

### Продюсер
- 1999 — Энтропия / Entropy

## Видеография
- «Bad», U2 (1987)
- «One Tree Hill», U2 (1987)
- «When Love Comes to Town» (версия 1), U2 и Би Би Кинг (1988)
- «One» (версия 3), U2 (1991)
- «Keep the Faith», Bon Jovi (1992)
- «Who's Gonna Ride Your Wild Horses» (версия 1), U2 (1992)
- «You Don’t Know How It Feels», Том Петти (1994)
- «Walls (Circus)», Tom Petty and the Heartbreakers (1996)
- «Sharks Can’t Sleep», Трэйси Бонем (1996)
- «If God Will Send His Angels», U2 (1997)
- «When You Believe», Мэрайя Кэри и Уитни Хьюстон (1998)
- «All Because of You» (версия 1), U2 (2005)
- «Sometimes You Can’t Make It on Your Own», U2 (2005)